# Trận Cao Bằng (1979)
Trận Cao Bằng là trận chiến giữa Quân đội Giải phóng Nhân dân Trung Quốc (QĐTQ) và Quân đội Nhân dân Việt Nam (QĐNDVN) tại thành phố Cao Bằng và vùng phụ cận, từ đầu Chiến tranh Trung-Việt từ ngày 17 tháng 2 đến ngày 6 tháng 3 năm 1979 .
Sau khi chiếm được Cao Bằng vào ngày 25 tháng 2, các lực lượng Trung Quốc vẫn phải vật lộn trong nhiều ngày để giành quyền kiểm soát các khu vực khác trong tỉnh nhằm chống lại sự phòng vệ mạnh mẽ của Việt Nam. Trái ngược với ý định của Trung Quốc về đánh bại một số đơn vị thường trực lớn của QĐNDVN, Quân Giải phóng Nhân dân Trung Quốc thấy mình gặp phải hầu hết các đơn vị nhỏ của lực lượng Bộ đội Biên phòng Việt Nam và lực lượng Dân quân tự vệ (Việt Nam), rõ ràng là vượt trội hơn kẻ địch của họ.